# Opéra national du Rhin
Opéra national du Rhin (OnR) (Opera Narodowa nad Renem) – instytucja operowa, choreograficzna i teatralna regionu Alzacji, we wschodniej Francji, powstała z połączenia w 1972 roku trzech ośrodków: Opery w Strasburgu, Opery i Baletu (Ballet Du Rhin) w Miluzie, oraz Teatru Miejskiego w Colmarze z jego Studiem Operowym (ośrodkiem szkolenia młodych artystów). Instytucja ta od 1997 roku posiada status opery narodowej. Przedstawienia odbywają się w sali przy Placu Broglie w Strasburgu, w Miluzie na scenach: La Filature i Théâtre de la Sinne, a w Colmarze w sali Théâtre Municipal. Sala koncertowa La Filature wraz z Orkiestrą Symfoniczną Miluzy pełni równocześnie rolę filharmonii.

## Historia
Historia opery w Strasburgu, sięga początku XVIII wieku, kiedy to w 1701 roku drewniany 'owsiany' spichlerz znajdujący się przy Placu Broglie, przekształcono w teatr operowy. Jednak z biegiem lat pomieszczenie to okazywało się coraz mniej odpowiednie. Po pożarze w 1800 r. podjęto decyzję o budowie nowej siedziby, a cztery lata później położono kamień węgielny pod budowę sali nazwanej „Teatrem Napoleona”. Prace ciągnęły się długo i trwały siedemnaście lat a projekt zmieniano czterokrotnie. Ostatecznie Nicolas Jean Villot zaprojektował neoklasycystyczną fasadę z sześcioma majestatycznymi kolumnami doryckimi, zwieńczoną sześcioma posągami muz, autorstwa Landolina Ohnmachta, które stanęły na tarasie portyku. W 1821 r. inwestycja została ukończona. W tym samym roku, po śmierci Napoleona obiekt przemianowano na „Teatr Francuski”. W 1854 roku sala została odrestaurowana i powiększona a jej wnętrza przybrały wówczas wygląd, taki jaki jest do dziś. 10 września 1870 roku, w trakcie Bitwy pod Strasburgiem, ostrzał artyleryjski doprowadział do niemal całkowitego zniszczenia budynku, jednak posągi sześciu muz na frontonie zostały cudownie zachowane. W mieście, które znalazło się pod panowaniem niemieckim, władze postanowiły odbudować teatr w identyczny sposób. Ponownie otwarty, 4 września 1873 r., nazwano „Cesarskim Teatrem koncesyjnym”. Trzynaście lat później miasto odzyskało kontrolę nad instytucją, która stała się wówczas „Teatrem miejskim w Strasburgu”, przeprowadzono rozbudowę, do tylnej fasady, nad brzegiem rzeki Ill, dobudowując rotundę w 1888 roku. Po klęsce Niemiec w I wojnie światowej ponownie staje się teatrem francuskim. Pod kierownictwem Paula Bastide zostaje odtworzony francuski zespół śpiewaków i wraca narodowy repertuar. Oficjalne otwarcie 8 marca 1919 r. uświetniło przedstawienie Samsona i Dalili Saint-Saënsa. Kiedy w 1940 r. ponownie znalazł się pod okupacją niemiecką, kontynuował swoją działalność, został unowocześniony a salę wyposażono w obrotową scenę.
W kolejnych dekadach IV Republiki teatr opierał się powolnemu topnieniu liczby widzów, aż do momentu, gdy z inicjatywy kompozytora i dyrektora muzycznego (1966–1974) Marcela Landowskiego, trzy alzackie miasta wspólnymi siłami stworzyły instytucję Opéra national du Rhin. Budynek przy Placu Broglie połączył w ten sposób swój los z losem innych teatrów w regionie, nadal pozostając centrum opery, która od 1997 r. stała się instytucją państwową.